# Ревелиоти, Феодосий
Теодосиос Ревелиотис (греч.  Θεοδόσιος Δ. Ρεβελιώτης  1771, Нестани Аркадии — ?) — деятель греческого национально-освободительного движения против турецкого ига, генерал российской армии и крупный землевладелец Крыма. Его владения включали Алупку, Ореанду и Ливадию.

## Биография
Теодосиос Д. Ревелиотис родился в селе Нестани Мантинеи в Аркадии в 1771 году и был старшим из трёх братьев Ревелиотисов.
В молодом возрасте Теодосий был вовлечён в борьбу греческих Клефтов против осман.
Был вынужден найти убежище на острове Итака, находившимся под контролем Венецианской республики. Здесь он познакомился с Ламбросом Кацонисом и Андреасом Андруцосом, отцом будущего героя Греческой революции Одиссея Андруцоса. Ревелиотис присутствовал на крещении Одиссея, по приглашению крёстной матери младенца и жены Кацониса, Марии.

## С Кацонисом
Ревелиотис последовал за Кацонисом и Андреасом Андруцосом в их первоначальной каперской деятельности на русской службе, в ходе русско-турецкой войны 1787—1792 годов.
11 августа 1791 года Россия подписала с турками перемирие, а 29 декабря Ясский мир. Греция в этом договоре даже не упоминалась. Генерал Тамара приказал Кацонису отвести свои суда в Триест, и там разоружить их. Но Кацонис, разгневанный тем что русские, как и в Первую Архипелагскую экспедицию решили свои задачи и бросили греков, отказался разоружить флотилию и продолжил войну. Война стала греческой.
Ревелиотис принял участие в морском сражении при острове Андрос, в котором «поражение было достойное победы». Кацонис закрепился в Порто Кайо на полуострове Мани.
5 июня 1792 года 20 турецких кораблей и французский фрегат «Modeste» атаковали силы Кацониса в Порто Кайо . Маниоты дали возможность Кацонису покинуть бухту. Кацонис на малом судне добрался до острова Китира, а затем до острова Итака. Андреас Андруцос, с горсткой земляков, прошёл с боями через весь Пелопоннес и добрался до своих гор в Средней Греции.
Судьба Андруцоса была трагической: пытаясь в дальнейшем добраться до России и встретиться с Кацонисом, он был арестован венецианцами в Спалато, Далмация и передан туркам. После 4-летних пыток в Константинопольском «Баньо» он был утоплен в Босфоре в 1797 году.

## В России
Ревелиотис последовал за Кацонисом в Россию.
Пройдя в России военную переподготовку, получив звание тысячника и уже под именем Феодосий Ревелиоти, он принял командование греческим батальоном Балаклавы.
Во главе греческого батальона Ревелиоти принял участие в подавлении мятежей, подстрекаемых турками, крымских татар и был дважды ранен.
За проявленные командные способности и героизм, Ревелиоти был награждён орденом Святого Георгия и дослужился до звания генерала.
Исследователь Николаос Ригопулос пишет, что некоторое время (не указывая год) Ревелиоти служил при царском дворе. Под его портретом из греческих источников написано: «Теодосиос Д. Ревелиотис, российский генерал, адъютант Екатерины Второй».
Крымские краеведы описывая историю Ливадии и Воронцовского дворца именуют его «одним из генерации екатерининских орлов» и делают упор на приобретённые им земли на Южном берегу Крыма: «Генерал владел земельной собственностью, сопоставимой со здешними владениями князя Потемкина. История доброй половины южнобережных имений начинается с покупки земель у Ревелиоти. В руках потомков самого Ревелиоти вся эта огромная недвижимость не удержалась и на протяжении первой половины XIX в. была переделена и распродана».
Теодосий Ревелиотис не разрывал связи со своим Отечеством и, будучи российским генералом, стал членом тайной греческой революционной организации Филики Этерия.
Историками отмечен его первый денежный перевод, для подготовки восстания, в 1820 году.

## Греческая революция
Греческая революция разразилась в 1821 году. Следуя духу и букве Священного союза европейских монархов, российский император Александр I отмежевался от действий руководителя гетеристов Александра Ипсиланти и дал установку на соблюдение строжайшего нейтралитета. Историками отмечено, что несмотря на это, Ревелиотис, находясь ещё при царском дворе, сделал в 1823 году перевод денег на имя Папафлессаса, который был тогда военным министром революционного правительства Греции. Но, как пишет участник войны, священник и историк, Амвросиос Франдзис, эти деньги были истрачены на греческую междоусобицу. Тем временем, младшие братья Ревелиотиса, Яннис и Николаос, принимали участие в боях на Пелопоннесе и были отмечены Дмитрием Ипсиланти во время осады Триполицы. Под командованием Теодора Колокотрониса братья приняли участие в сражениях при Дервенакии против Драмали-паши и при Трикорфа, против египтян Ибрагима-паши. Братья приняли участие и выжили в «Леонидовом сражении» Папафлессаса при Маньяки.
С восхождением на трон Николая I, политика России в Греческом вопросе стала более активной. По окончании русско-турецкой войны в 1829 году, генерал Феодосий Ревелиоти был в составе российской делегации, руководимой Алексеем Фёдоровичем Орловым и подписавшей Адрианопольский мир. Подпись Ревелиоти, вместе с другими подписями, стоит под статьёй признания турками независимости Греции.

## Семья
Жена — Мария Павловна (1778—10.08.1836), происходила из греческих дворян. Скончалась от воспаления в легких в Симферополе, похоронена там же на новом городском кладбище. Дети:
- Аристид (1816—1881), ротмистр, предводитель Таврического дворянства, владельцем имения — дачи Святая Троица.
- Петр (1813—13.03.1849), штабс-капитан Балаклавского греческого батальона. Скончался от простуды в Симферополе.

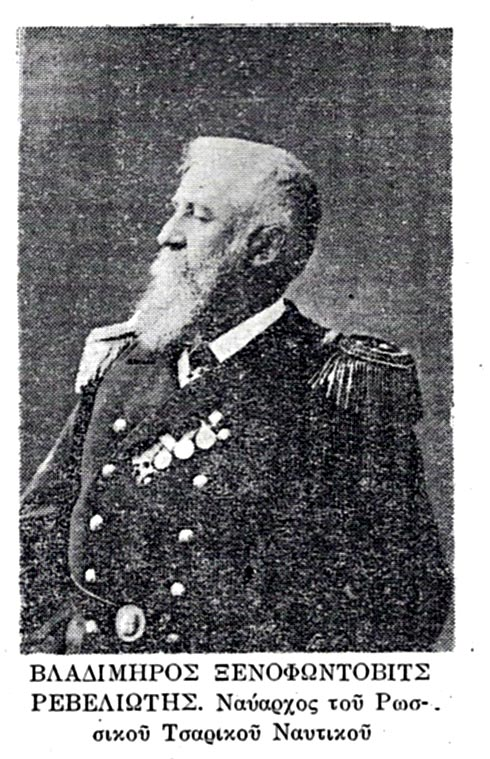
Генерал-майор флота Владимир Ксенофонтович Ревелиоти

- Генерал-майор флота Владимир Ксенофонтович РевелиотиПавел (1815—?), отставной штаб-ротмистр. Первый сообщил о высадке союзников в Крыму в 1854 году "...В это время г. Ревеліоти находился еще с семействомъ своимъ въ хуторѣ Контоуганѣ. Узнавъ, что непріятель высаживается на берега, он тотчасъ же отправилъ семейство къ брату своему, на Качу, а самъ верхомъ поскакалъ къ князю Меншикову, стоявшему на р.Алмѣ..."[8].
- Ксенофонт (ум. 01.01.1880), в одних источниках отмечен как отставной ротмистр, владелец имения Актачи Симферопольского уезда, друг поэта А.Фета, в других именуется генералом, от имени которого «государь Николай I переводил колоссальные средства для восстановления Греции». Во втором случае не исключена путаница с самим Феодосием Ревелиоти.

Внук Феодосия, Владимир Ксенофонтович (27 сентября 1859—7 апреля 1929) стал генерал-майором российского флота (в греческих источниках именуется адмиралом). После Октябрьской революции и в ходе Гражданской войны, шестидесятилетний генерал майор Владимир Ревелиоти прибыл в 1920 году в греческий Пирей «совершенно больным и без всяких средств». Умер в Русской морской больнице Пирея 7 апреля 1929 года.
Николаос Ригопулос в своём трактате упоминает сына Теодосия Ревелиоти, который был в составе российской делегации, при заключении Сан-Стефанского мира в 1878 году. Ригопулос пишет, что Ревелиотис-сын отказался присутствовать при подписании мира, поскольку мир игнорировал греческие интересы, в пользу создаваемого Россией болгарского государства. Идентифицировать имя этого сына Ревелиоти пока что не удаётся.